# جرم در لسوتو
جرم در لسوتو دارای نرخ بالایی است و شامل جرائمی همچون سرقت خودرو، ورود غیرقانونی به منزل، سرقت مسلحانه، تجاوز جنسی و غیره می‌شود. بیشتر جرائم گزارش‌شده در این کشور از نوع فرصت‌طلبانه بوده و با هدف کسب سود فوری انجام می‌گیرند.

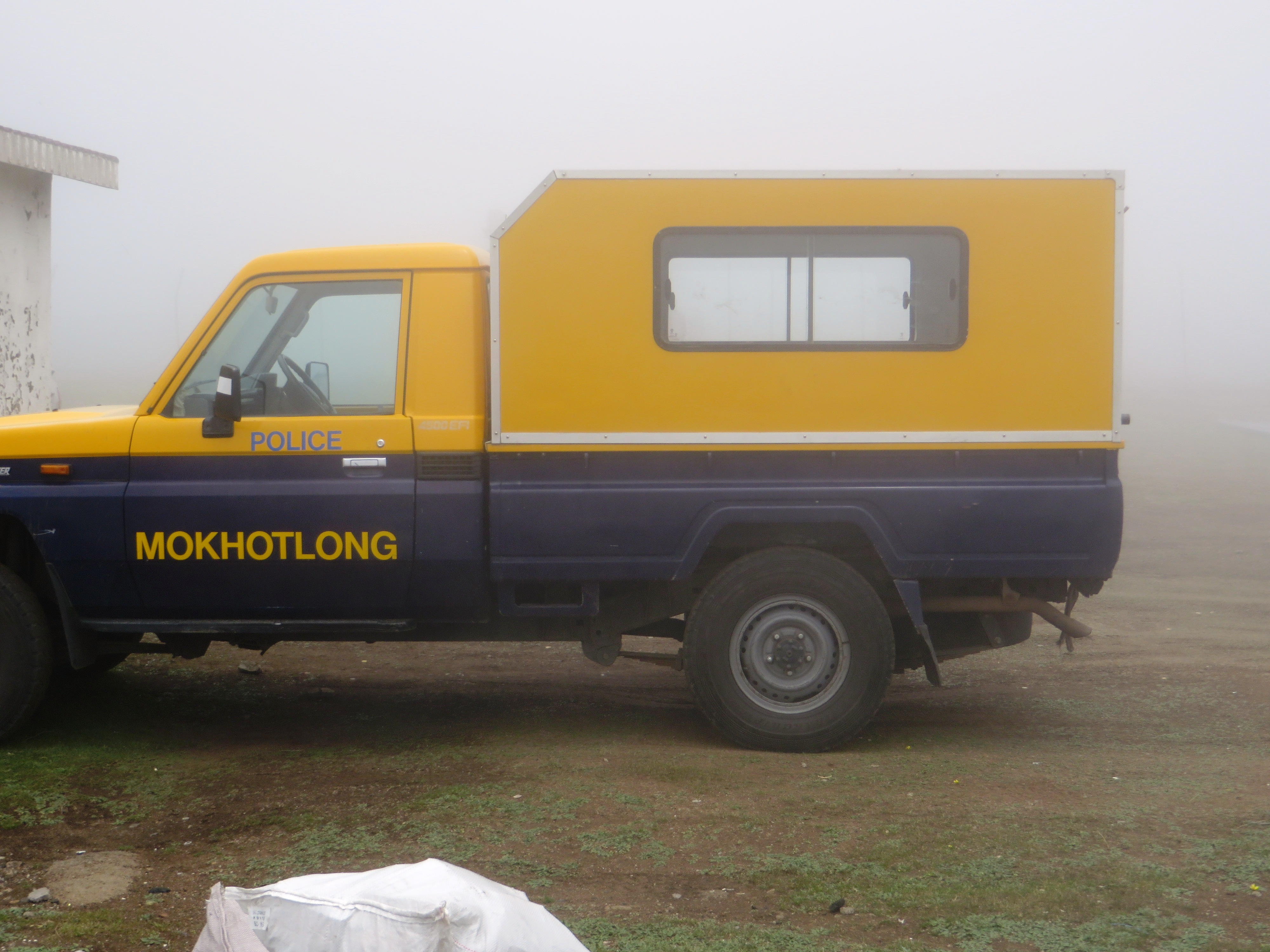
خودروی پلیس لسوتو

## موقعیت جغرافیایی
بیشتر جرائم در لسوتو در مناطق شهری رخ می‌دهد. نرخ جرم و جنایت در ماسرو پنج برابر بیشتر از سایر نواحی است. همچنین نرخ جرم در لریبه و مافتنگ نیز به‌طور کلی بالاتر از دیگر مناطق گزارش شده‌است.

## نهاد اجرای قانون
پلیس سواره‌نظام لسوتو (Lesotho Mounted Police Service) نیروی پلیس ملی این کشور است که مسئول رسیدگی به جرائم و اجرای قانون در سراسر لسوتو می‌باشد.

## انواع جرم
جرائم سازمان‌یافته در لسوتو معمولاً با مشارکت افرادی از آفریقای جنوبی انجام می‌شوند. این نوع جرائم بیشتر بر روی قاچاق انسان و سرقت خودرو متمرکز هستند.